# Samuel Natanson

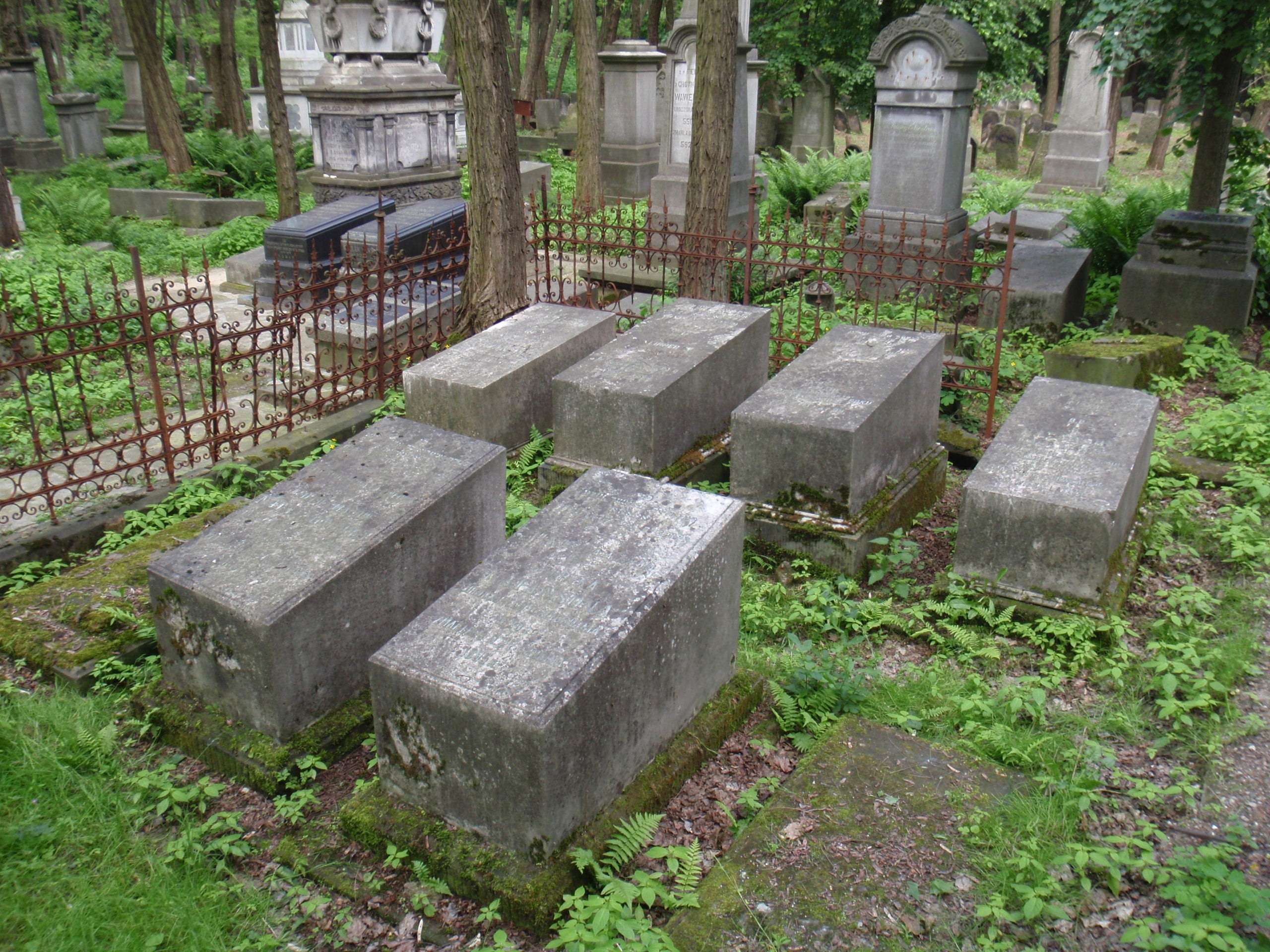
Grób Samuela Natansona w kwaterze rodzinnej na cmentarzu żydowskim w Warszawie (drugi rząd, drugi od prawej)

Samuel Natanson także Seelig Natanson lub Zelig Natanson czy Nathansohn (ur. 1795 w Lesznie, zm. 14 lipca 1879 w Warszawie) – polski kupiec i finansista żydowskiego pochodzenia, pionier przemysłu cukrowniczego.

## Życiorys
Był synem Natana z Leszna, z polska zwanego Leskim oraz jego żony Franciszki Izraelowicz. Prowadził sklep bławatny. W 1866 otworzył istniejący do 1932 dom bankierski pod firmą Samuel Natanson i synowie, będący podstawą bogactwa rodu Natansonów. Był właścicielem dóbr Sanniki. W 1852 roku założył postępową synagogę na Nalewkach w Warszawie. Ożeniony z Leokadią Weinreb, miał z nią 12 dzieci: Mojżesza (ur. 1818, zmarłego w dzieciństwie), Henryka (1820-1895, księgarza i wydawcę), Ludwika (1821-1896, lekarza), Leona (ur. 1822, zmarłego w dzieciństwie), Józefa (1823-1854, kupca), Szymona (1824-1894, bankiera), Samuela (1826-1827), Ignacego (1828-1863, bankiera), Adama (1829-1908, bankiera i mecenasa sztuki), Jakuba (1832-1884, chemika), Franciszkę (ur. i zm. 1834) i Rozalię (ur. 1839).
Pochowany na cmentarzu żydowskim przy ulicy Okopowej w Warszawie (kwatera 20, ulica 4).